# ريلوان وحيد
ريلوان وحيد هو لاعب كرة قدم مالديفي يلعب مع نادي نيو راديانت كلاعب وسط.

## المسيرة الاحترافية

### أندية لعب لها
- نادي فيكتوري
- نادي نيو راديانت
- نادي نيو راديانت
- نادي فيكتوري